# Пајнхерст (Ајдахо)
Пајнхерст (енгл. Pinehurst) град је у америчкој савезној држави Ајдахо.

## Демографија
По попису из 2010. године број становника је 1.619, што је 42 (-2,5%) становника мање него 2000. године.
| Група             | 2000.         | 2010.         |
| Белци             | 1.585 (95,4%) | 1.515 (93,6%) |
| Афроамериканци    | 0 (0,0%)      | 2 (0,1%)      |
| Азијати           | 4 (0,2%)      | 13 (0,8%)     |
| Хиспаноамериканци | 31 (1,9%)     | 57 (3,5%)     |
| Укупно            | 1.661         | 1.619         |